# Kannan Soundararajan
Kannan Soundararajan (Chenai, 27 de dezembro de 1973) é um matemático estadunidense nascido na Índia, professor de matemática na Universidade Stanford. Antes de se mudar para Stanford em 2006 foi membro do corpo docente da Universidade de Michigan, onde fez seus estudos de graduação. Seu principal interesse de pesquisa é em teoria analítica dos números, particularmente nos subcampos das funções L automórficas e teoria multiplicativa dos números.

## Vida pregressa
Soundararajan cresceu em Chenai. Em 1989 frequentou o prestigiado Research Science Institute. Representou a Índia na Olimpíada Internacional de Matemática em 1991 e ganhou uma medalha de prata.

## Formação
Soundararajan ingressou na Universidade de Michigan, Ann Arbor, em 1991 para estudos de graduação, e graduou-se com as maiores honras em 1995. Soundararajan ganhou o Prêmio Morgan inaugural em 1995 por seu trabalho em teoria analítica dos números enquanto estudante de graduação na Universidade de Michigan, onde mais tarde atuou como professor. Ingressou na Universidade de Princeton em 1995 e obteve um Ph.D. sob a orientação de Peter Sarnak.

## Prêmios
Recebeu o Prêmio Salem de 2003 "por contribuições para a área de funções L de Dirichlet e somas de caracteres relacionadas". Em 2005 ganhou o Prêmio SASTRA Ramanujan de US$ 10 000, compartilhado com Manjul Bhargava, por suas excelentes contribuições à teoria dos números. Em 2011 recebeu o Infosys science foundation prize. Foi premiado com o Prêmio Ostrowski em 2011, compartilhado com Ib Madsen e David Preiss, por uma cornucópia de resultados fundamentais nos últimos cinco anos para acompanhar seu brilhante trabalho anterior.
Apresentou uma palestra convidada no Congresso Internacional de Matemáticos em 2010, sobre o tema "Teoria dos Números". Foi eleito para a classe de 2018 de fellows da American Mathematical Society. Kannan Soundararajan foi convidado como palestrante plenário do Congresso Internacional de Matemáticos de 2022, que acontecerá em São Petersburgo.

## Publicações selecionadas
- R. Holowinsky and K. Soundararajan, "Mass equidistribution for Hecke eigenforms," 	arXiv:0809.1636v1
- K. Soundararajan, "Nonvanishing of quadratic Dirichlet L-functions at s=1/2" arXiv:math/9902163v2
- K. Soundararajan, "Moments of the Riemann zeta function" https://annals.math.princeton.edu/wp-content/uploads/annals-v170-n2-p17-p.pdf